# Pseudunela viatoris
Pseudunela viatoris is een slakkensoort uit de familie van de Pseudunelidae. De wetenschappelijke naam van de soort is voor het eerst geldig gepubliceerd in 2011 door Neusser, Jörger & Schrödl.